# 臧式毅
臧式毅（1884年10月—1956年11月13日），字奉久，為中華民國政治家、奉系軍人及後來的滿洲國要人。

## 生平
臧式毅出生於奉天城。宣統元年（1909年）時曾公費留學進入日本東京振武學校，入陸軍士官學校第9期學習。宣統3年（1911年）歸國。早年曾追隨孫烈臣。1920年直皖戰爭，段敗。臧式毅時任西北邊防軍參謀長，被直系所俘，拘禁數月。1924年6月，臧式毅奉張作霖之命調回瀋陽，接替張學良的東北陸軍整理處參謀長一職。1925年任江蘇督辦公署參謀長。後孫傳芳攻奉，臧被執，羈押半年後獲釋。1928年，張作霖遇炸身亡之後，臧式毅與劉尚清等人商議秘不發喪，並且秘密派人告之張學良，使張學良平穩接管整個東三省。東北易幟後，歷任東三省保安總司令部少將參議、東三省保安總司令部中將參謀長。1930年，臧式毅擔任遼寧省政府主席，在治理東北財政金融方面頗有建樹。任職期間清政廉潔。九一八事變前，聯絡張景惠多次向人在北京的張學良提出警告，尋求張提供有力前方支持，惟張至事變發生當晚仍消極以待，連臧守城時撥的電話也不接。事變時，臧式毅被日本關東軍扣押，軟禁3個月後。期间土肥原贤二、板垣征四郎每天去牢里劝降臧式毅，其母送一盒鸦片，让他服毒自尽。但最终投降日本，任奉天省長，其母自缢殉国。大同元年（1932年）滿州國建立後，出任鄭孝胥內閣民政部總長兼奉天省長，康德元年（1934年）改民政大臣，1935年5月任參議府議長、興亞國民運動大會總司令。1941年10月28日，以滿州國全權代表身分飛往南京，與南京汪精衛政權簽訂《日滿華共同宣言》。1945年，滿洲國解體後，臧式毅于8月30日遭蘇聯軍逮捕，押在蘇聯遠東監獄，後引渡至中國。1956年11月13日，病死于撫順戰犯管理所，終年72歲。